# Crocidura viaria
Crocidura viaria es una especie de musaraña (mamífero placentario de la familia Soricidae).

## Distribución geográfica
Se encuentra en Burkina Faso, Camerún, República Centroafricana, Chad, Costa de Marfil, Etiopía, Gambia, Ghana, Guinea, Guinea-Bissau, Kenia, Malí, Mauritania, Marruecos, Níger, Nigeria, Senegal, Sudán, Tanzania, Sáhara Occidental y posiblemente también en Benín y Togo.